# Burkholderiales
Ordre
Les burkholdériales (Burkholderiales) sont un ordre de protéobacteries.

## Description
Cet ordre comprend diverses bactéries pathogènes, parmi lesquels des espèces de Burkholderia et de Bordetella. On trouve aussi des Oxalobacter et des genres apparentés, qui ont la particularité d'utiliser l'acide oxalique comme source de carbone.
Quelques-uns des genres et espèces appartenant aux Burkhoderiales : Burkholderia, Bordetella, Leptothrix dont Leptothrix cholodnii, Leptothrix discophora, Leptothrix mobilis, Leptothrix vaginalis, Sphaerotilus dont Sphaerotilus natans et Ideonella dont Ideonella sakaiensis

## Liste des familles
Selon List of Bacterial Names with Standing in Nomenclature et Catalogue of Life (18 avril 2018):
- famille Alcaligenaceae
- famille Burkholderiaceae
- famille Comamonadaceae
- famille Oxalobacteraceae
- famille Sutterellaceae

Selon BioLib (18 avril 2018) :
- famille Alcaligenaceae De Ley, Segers, Kersters, Mannheim & Lievens, 1986
- famille Burkholderiaceae Garrity, Bell & Lilburn, 2006
- famille Comamonadaceae Willems, De Ley, Gillis, Kersters, 1991
- famille Oxalobacteraceae Garrity, Bell & Lilburn, 2006
- genre Aquabacterium Kalmbach, Manz, Wecke & Szewzyk, 1999
- genre Aquincola Lechner, Brodkorb, Geyer, Hause, Härtig, Auling, Fayolle-Guichard, Piveteau, Müller & Rohwerder, 2007
- genre Ideonella Malmqvist, Welander, Moore, Ternstrom, Moli & Stenstrom, 1994
- genre Leptothrix Kützing, 1843
- genre Methylibium Nakatsu, Hristova, Hanada, Meng, Hanson, Scow & Kamagata, 2006
- genre Mitsuaria Amakata, Matsuo, Shimono, Park, Yun, Matsuda, Yokota & Kawamukai, 2005
- genre Paucibacter Rapala, Berg, Lyra, Niemi, Manz, Suomalainen, Pauli & Lahti, 2005
- genre Rubrivivax Willems, Gillis & De Ley, 1991
- genre Sphaerotilus Küting, 1833
- genre Tepidicella França, Rainey, Nobre & da Costa, 2006
- genre Tepidimonas Moreira, Rainey, Nobre, da Silva & da Costa, 2000
- genre Thiobacter Hirayama, Takai, Inagaki, Nealson & Horikoshi, 2005
- genre Thiomonas Moreira & Amils, 1997
- genre Xylophilus Willems, Gillis, Kersters, van den Broecke & Fe Ley, 1987

Selon ITIS (18 avril 2018) :
- famille Alcaligenaceae De Ley & al., 1986
- famille Burkholderiaceae Garrity & al., 2006
- famille Comamonadaceae Willems & al., 1991
- famille Oxalobacteraceae Garrity & al., 2006
- famille Sutterellaceae Morotomi & al., 2011
- genre Aquabacterium Kalmbach & al., 1999 emend. Chen & al., 2012
- genre Aquincola Lechner & al., 2007
- genre Ideonella Malmqvist & al., 1994 emend. Noar & Buckley, 2009
- genre Inhella Song & al., 2009 emend. Chen & al., 2012
- genre Leptothrix Kutzing, 1843
- genre Methylibium Nakatsu & al., 2006 emend. Yoon & al., 2007 emend. Stackebrandt & al., 2009
- genre Mitsuaria Amakata & al., 2005
- genre Paucibacter Rapala & al., 2005
- genre Piscinibacter Stackebrandt & al., 2009
- genre Rivibacter Stackebrandt & al., 2009
- genre Rubrivivax Willems & al., 1991
- genre Sphaerotilus Kutzing, 1833 emend. Gridneva & al., 2011
- genre Tepidimonas Moreira & al., 2000 emend. Albuquerque & al., 2006
- genre Thiobacter Hirayama & al., 2005
- genre Thiomonas Moreira & Amils, 1997 emend. Kelly & al., 2007
- genre Xylophilus Willems & al., 1987

Selon NCBI (18 avril 2018) :
- famille Alcaligenaceae De Ley & al. 1986
- famille Burkholderiaceae Garrity & al. 2006
- famille Comamonadaceae Willems & al. 1991
- famille Oxalobacteraceae Garrity & al. 2006
- famille Sutterellaceae Morotomi & al. 2011
- famille mealybug endosymbionts

Selon World Register of Marine Species (18 avril 2018) :
- famille Alcaligenaceae
- famille Burkholderiaceae
- famille Comamonadaceae
- famille Oxalobacteriaceae